# Michael Neupert
Michael Neupert (* 6. März 1986 in Krefeld) ist ein deutscher Theaterregisseur, Schauspieler und Theaterautor.

## Leben
Michael Neupert studierte Kultur- und Theaterpädagogik. 2007/2008 spielte er die Rolle als Bruno Büring in der Fernsehserie Lindenstraße. 2005 gründete er das EinEuro Ensemble. Spielstätten waren zunächst in Krefeld. Seit 2011 ist das EinEuro Ensemble ansässig in Köln und war festes Ensemble an der Bühne der Kulturen. Neupert schreibt und inszeniert seine Theaterstücke selber. Seit 2017 spielt das Ensemble an verschiedenen Bühnen in Köln und Umgebung.
Michael Neupert arbeitet hauptsächlich mit der Theatermontage, einer speziellen Inszenierungsform im modernen Theater. Des Weiteren hat er den Begriff der Theaterfragmente entworfen und lehrt auf Grundtheorie basierenden, selbstentwickelten, neuen Methoden der Rollenarbeit und des Schauspiels.
Von 2014 bis Ende 2021 arbeitet er auch als Theaterpädagoge bei der Jugendschauspielschule Juniorhouse.
Von 2017 bis Ende 2021 unterrichtete er (zur Zeit der künstlerischen Leitung von Bianca Lehnard) an der Arturo Schauspielschule in Köln.

## Theater

### EinEuro Ensemble
Regie, Eigenproduktion des Textes und Inszenierung
- 2024: Medea: 21 Gramm Gold
- 2022: Es geht nicht um Liebe
- 2021: Ja, aber die Götter (Abschlussinszenierung Kooperation Arturo Schauspielschule und EinEuro Ensemble)
- 2020: Nester
- 2019: Die Kinder der Acedia
- 2019: Der Erlkönig
- 2017: Liebe, du Arsch, Liebe! (In Kooperation mit der Arturo Schauspielschule)
- 2017: Etwas Echtes wäre schön
- 2016: Sternengucker
- 2016: Krieg in mir
- 2015: Insomnia Noir
- 2015: Flüstern schmeckt nicht
- 2014: Vergessen
- 2013: Sturm in meinem Kopf
- 2013: Höre deutlich Herz pumpt Blut
- 2012: Ooh...ein dunkler Wald.
- 2012: NebellebeN
- 2010: Alle wollten eine Geschichte
- 2009: Nachtrausch(en)
- 2009: Endlos Atmen
- 2008: Narziss und Echo (Endrunde der Berliner Festspiele und bundesweiten Theatertreffen der Jugendclubs an Theatern in Dresden)
- 2007: Bis heute keinen Namen. Vom Suchen,Erleben und Verlieren
- 2006: Die Lüge und der V-Effekt (Einladung zu den Berliner Festspielen und den bundesweiten Theatertreffen der Jugendclubs an Theatern in Regensburg)[8]

### Theaterfragmente
- 2020: Ein Uhr Morgens
- 2019: 5,4,3,2,1

### Jugend- und Studententheater
- 2024: BHSOD
- 2023: Ebbe und Flut
- 2021: Ja, aber die Götter (In Kooperation der Arturo Schauspielschule und dem EinEuro Ensemble)
- 2019: Der Ozeanflug
- 2018: Mein Name war Paula
- 2017: Liebe, du Arsch, Liebe! (In Kooperation mit der Arturo Schauspielschule und dem EinEuro Ensemble)
- 2017: Bis heute immer noch keinen Namen.
- 2016: Wir sind die Meute
- 2014: Nachtodyssee
- 2005: Inseln

## Schauspiel
- 2002–2003: „Leonce und Lena und so weiter“ KRESCHtheater
- 2003–2005: „Das macht mich noch ganz IRRRRRE“ KRESCHtheater/Tanzhaus NRW (Einladung zu den bundesweiten Theatertreffen der Jugendclubs an Theatern in Dortmund)
- 2004–2007: „Der Krefelder Eulenspiegel“ (HR) KRESCHtheater
- 2005–2006: „Ich fühle mich so frisch. Es kommt der Frühling“ (HR) Stadttheater Krefeld/Mönchengladbach
- 2005–2006: „Kopf und Tuch“ Tanzhaus NRW (Einladung zu den Berliner Festspielen)
- 2006: „Du bist Odysseus“ (HR) KRESCHtheater
- 2007: „Oktoberrevolution“ (HR) KRESCHtheater
- 2010: „Wirklich“
- 2014: „LOMA“